# Rio da Conceição
Rio da Conceição este un oraș în Tocantins (TO), Brazilia.